# Bataille de Chambois
Seconde Guerre mondiale
Batailles
Opérations de débarquement (Neptune)
- Tonga (Deadstick, Batterie de Merville)
- Albany (Chicago, Manoir de Brécourt)
- Boston (Detroit)
- Utah Beach
- Omaha Beach (Pointe du Hoc)
- Gold Beach
- Juno Beach
- Sword Beach

Secteur anglo-canadien
- Caen
- Authie
- Perch (Villers-Bocage)
- Putot
- Bretteville-l'Orgueilleuse
- Norrey
- Mesnil-Patry
- Martlet
- Epsom
- Windsor
- Charnwood
- Jupiter
- Atlantic
- Goodwood
- Crête de Verrières
- Spring
- Bluecoat
- Totalize
- Tractable

Secteur américain
- Carentan
- Cotentin
- Cherbourg (Bombardement)
- Bataille des Haies (Elle, Saint-Lô, La Haye-du-Puits)
- Cobra
- Mortain

Fin de la bataille de Normandie et libération de l'Ouest
- Rennes
- Saint-Malo
- Brest
- Poche de Falaise
- Chambois
- Paris

Mémoire et commémorations
- Cimetières militaires de la bataille de Normandie
- Commémorations du 70e anniversaire
- Projet UNESCO de classement des plages

La bataille de Chambois se déroule pendant la bataille de Normandie en août 1944. La 7e armée allemande et plusieurs autres unités se retranchent dans le village, encerclées par les Américains, les Canadiens et les Polonais à l'ouest. Les Alliés livrent une bataille d'anéantissement, poussant les Allemands à se rendre.
La prise de Chambois par les Alliés permet de fermer la poche de Falaise le 20 août 1944.

## Bataille

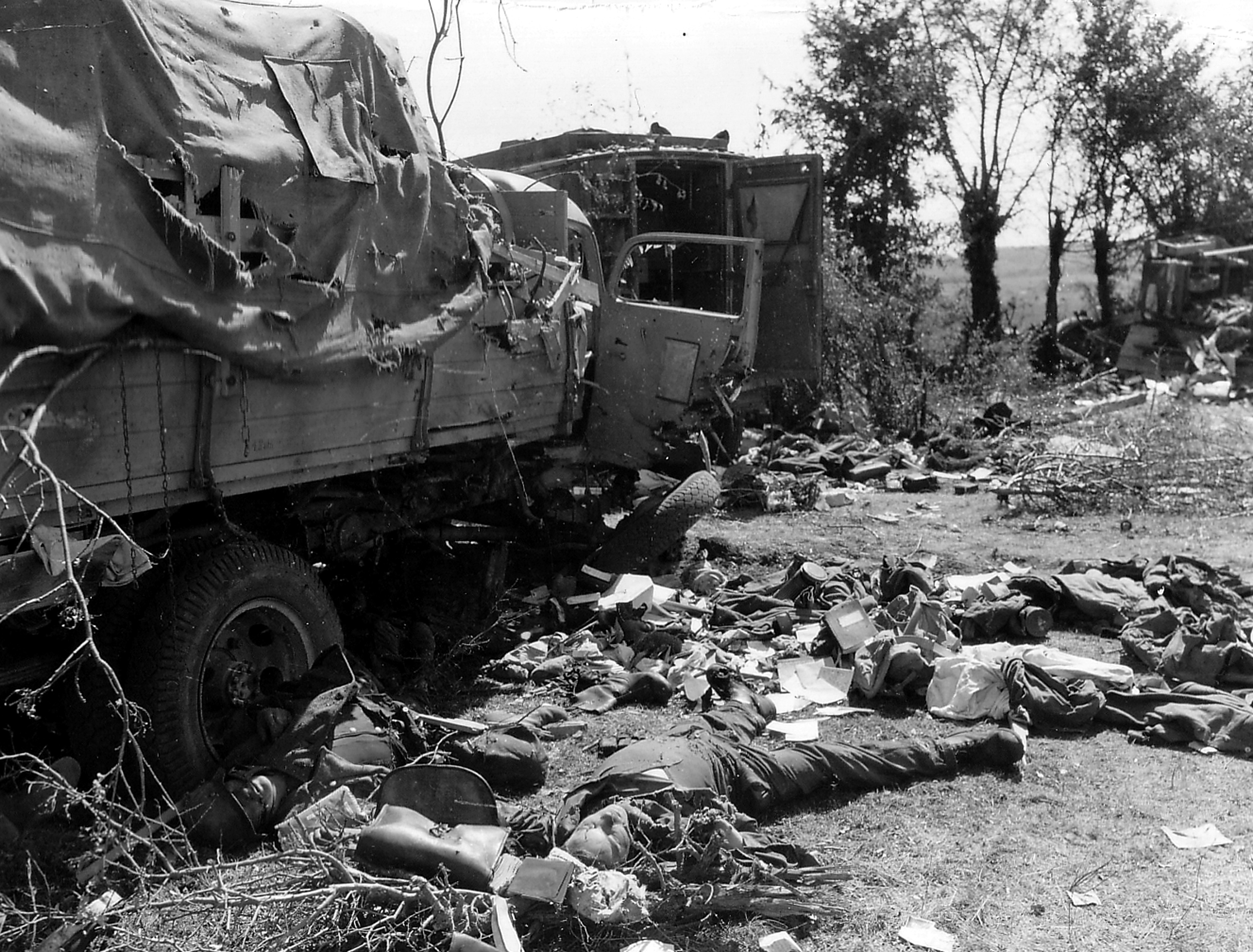
Des soldats allemands morts jonchant un convoi pris en embuscade à Chambois

Après l'échec de la contre-attaque de Mortain (opération Lüttich), les Allemands sont contraints à se replier dans le village de Chambois. Le 17 août, les troupes canadiennes et américaines capturent la ville de Falaise, encerclant ainsi les soldats allemands. Walter Model, commandant du groupe d'armées B, ordonne aux 7e et 5e Panzer Armee de battre en retraite jusqu'à la Dives. Toutefois, la progression rapide des Alliés permet de les empêcher d'établir des positions défensives, les Canadiens mettant en déroute les Allemands sur le fleuve et encerclant Chambois.
Le 10e régiment blindé (dragons) et le 8e régiment d'infanterie légère (chasseurs) de la division blindée polonaise du général Stanisław Maczek sont les unités alliées les plus engagées. Elles paieront un lourd tribut et les soldats polonais tombés à Chambois seront pour l’essentiel inhumés au cimetière militaire polonais de Grainville-Langannerie.
Le 19 août, la poche de Falaise est fermée par les forces alliées et l'offensive débute contre Chambois. La plupart des soldats allemands sont tués ou capturés dans la première attaque mais les troupes du général Paul Hausser, la 7e et la 5e Panzer Armee parviennent à mener une contre-attaque. Les avions alliés détruisent alors un certain nombre de chars allemands, portant un coup décisif à leur moral. Dans la soirée du 20 août, les Alliés réitèrent leur attaque et encerclent les Allemands, repoussant leurs éventuelles contre-attaques. La 7e Panzer Armee se rend, Paul Hausser est blessé à la mâchoire et les dernières poches de résistance cessent le combat.